# Laguna Chancel
A  Laguna Chancel  é um lago localizado na Guatemala. Localiza-se no departamento de Huehuetenango, Município de Chiantla.